# Derek Warwick
Derek Warwick (n. 27 august 1954, Hampshire, Anglia, Regatul Unit) este un fost pilot englez de Formula 1.

## Cariera în Formula 1
| Sezon | Echipă                          | Puncte | Loc clasament general |
| ----- | ------------------------------- | ------ | --------------------- |
| 1981  | Candy Toleman Motorsport        | 0      | -                     |
| 1982  | Candy Toleman Motorsport        | 0      | -                     |
| 1983  | Candy Toleman Motorsport        | 9      | 14                    |
| 1984  | Equipe Renault Elf              | 23     | 7                     |
| 1985  | Equipe Renault Elf              | 5      | 14                    |
| 1986  | Motor Racing Developments       | 0      | -                     |
| 1987  | USF&G Arrows Megatron           | 3      | 16                    |
| 1988  | USF&G Arrows Megatron           | 17     | 8                     |
| 1989  | Arrows Grand Prix International | 7      | 10                    |
| 1990  | Camel Team Lotus                | 3      | 14                    |
| 1993  | Footwork Mugen Honda            | 4      | 16                    |